# Доленя Вас-при-Темениці
Доленя Вас-при-Темениці (словен. Dolenja vas pri Temenici) — поселення в общині Іванчна Гориця, Осреднєсловенський регіон, Словенія. Висота над рівнем моря: 325,2 м.